# Warning (album Green Day)
Warning è il sesto album in studio del gruppo musicale statunitense Green Day, pubblicato il 3 ottobre 2000 dalla Reprise Records.

## Descrizione
Pubblicato nel 2000, Warning presentò un grande cambiamento di stile da parte del gruppo. Il sound, al contrario dei precedenti lavori, si caratterizzava per una vena pop con qualche accenno di punk, che prima era il genere prevalente della band. Warning fu il disco che allontanò i Green Day dalla etichetta di punk band.
Dall'album sono stati estratti i singoli Minority, l'omonimo Warning e Waiting, oltre anche a Macy's Day Parade, pubblicato promozionalmente nel 2001.
Ai California Music Awards del 2000 l'album vinse i sette premi per i quali era stato nominato.
Un'edizione limitata dell'album fu pubblicata nel dicembre 2000. Tra i contenuti uno show di venti minuti intitolato Green Day - A Tribute.

## Accoglienza
| Recensione           | Giudizio |
| -------------------- | -------- |
| AllMusic             |          |
| Entertainment Weekly | B+       |
| NME                  |          |
| Piero Scaruffi       |          |
| Robert Christgau     | A-       |
| Rolling Stone        |          |
| Slant Magazine       |          |
| Spin                 |          |

## Tracce
Testi di Billie Joe Armstrong, musiche dei Green Day.
1. Warning – 3:42
2. Blood, Sex and Booze – 3:34
3. Church on Sunday – 3:19
4. Fashion Victim – 2:49
5. Castaway – 3:53
6. Misery – 5:06
7. Deadbeat Holiday – 3:35
8. Hold On – 2:57
9. Jackass – 2:43
10. Waiting – 3:14
11. Minority – 2:49
12. Macy's Day Parade – 3:34

Traccia bonus nell'edizione britannica
1. 86 (Live in Prague) – 3:01

Tracce bonus nelle edizioni giapponese e australiana
1. Brat (Live in Japan) – 1:42
2. 86 (Live in Prague) – 3:01

## Formazione
- Billie Joe Armstrong – voce, chitarra, armonica a bocca (traccia 11)
- Mike Dirnt – basso, voce, sintetizzatore farfisa (traccia 6)
- Tré Cool – batteria

## Classifiche
| Classifica (2000) | Posizione massima |
| ----------------- | ----------------- |
| Australia         | 7                 |
| Austria           | 14                |
| Canada            | 2                 |
| Francia           | 58                |
| Germania          | 21                |
| Italia            | 8                 |
| Nuova Zelanda     | 20                |
| Paesi Bassi       | 84                |
| Regno Unito       | 4                 |
| Stati Uniti       | 4                 |
| Svezia            | 25                |
| Svizzera          | 11                |